# تیمو کاوتونن
تیمو کاوتونن (فنلاندی: Timo Kautonen؛ زادهٔ ۱۲ مارس ۱۹۴۵) بازیکن فوتبال اهل فنلاند بود.
وی همچنین در تیم ملی فوتبال فنلاند بازی کرده‌است.